# Roger Bailly
 (février 2016).
Si vous disposez d'ouvrages ou d'articles de référence ou si vous connaissez des sites web de qualité traitant du thème abordé ici, merci de compléter l'article en donnant les références utiles à sa vérifiabilité et en les liant à la section « Notes et références ».
Roger Bailly est un historien local de l'Essonne, né à Bièvres (Essonne) le 27 juin 1920 et mort à Champcueil (Essonne) le 15 octobre 2000.

## Biographie
Roger Bailly fut professeur de collège. Il vécut à Vayres-sur-Essonne.
En 1943, il participe à la renaissance de la Société historique et archéologique de l'Essonne et du Hurepoix pour laquelle il fut secrétaire.
Sa première rédaction à teneur historique est un compte-rendu dactylographié daté du 10 octobre 1944 décrivant la libération de Vayres-sur-Essonne envoyé aux archives de Seine-et-Oise.

## Publications
- Roger Bailly, Vayres-sur-Essonne : Autour de mon village, Paris, Livre d'histoire, 1967, 148 p. (ISBN 978-2-7586-0158-6)[3]
- Roger Bailly, La ligne de Villeneuve à Montargis par Malesherbes au fil des ans, 1972, 111 p.
- Roger Bailly, La longue histoire de l'École Jacques Bourgoin à Corbeil-Essonnes, École J. Bourgoin, 1976, 86 p. (ASIN B0014KNQ3I)
- Roger Bailly, L'Église de Vayres-sur-Essonne, Roger Bailly, 1982 (ASIN B0014IR640)
- Roger Bailly, Les routes le Rail et l'eau dans le canton de Milly-La-Forêt, 1992, 256 p. (ISBN 978-2-86849-120-6)
- Roger Bailly, 150 ans de chemins de fer en Essonne, Le Mée-sur-Seine, Amattéis, 1994, 256 p. (ISBN 2-86849-147-2) : histoire des chemins de fer en Essonne, depuis la ligne Paris-Corbeil, Paris-Orléans en 1843 et Paris-Lyon en 1849, en passant par le RER, le VAL, le TGV, les tacots départementaux, les trains collectant les récoltes betteravières et l'aérotrain.
- Roger Bailly, Trois villages sur l'Essonne à travers les siècles : Vayres-sur-Essonne, Boutigny et Courdimanche, Amattéis, 1997 (ISBN 978-2-86849-169-5)
- Roger Bailly, Decauville, ce nom qui fit le tour du monde, Le Mée-sur-Seine, 1999  (ISBN 2-86849-076-X) : ce livre retrace l'histoire de la société Decauville qui accompagna les grandes heures de l'industrialisation de la France.

En outre ses articles sont publiés dans les bulletins,,,,, édités par la Société historique et archéologique de l'Essonne et du Hurepoix, Paris et Ile-de-France - Mémoires de la Fédération des sociétés historiques et archéologiques de Paris et Île-de-France, des brochures municipales et Rail magazine.
Ses écrits sont cités par des historiens de l'histoire rurale de France comme Jean Jacquart.